# این‌جوری انجامش می‌دهیم
«این‌جوری انجامش می‌دهیم» تک‌آهنگی از هنرمند اهل ایالات متحده آمریکا، کیتی پری است. این تک‌آهنگ در آلبوم منشور قرار داشت.
این تک‌آهنگ در چارت‌های کانادا، اسرائیل و بلژیک جزو ده ترانه اول قرار گرفت و در چارت آهنگ‌های کلوپ رقص آمریکا به رتبه اول دست یافت.

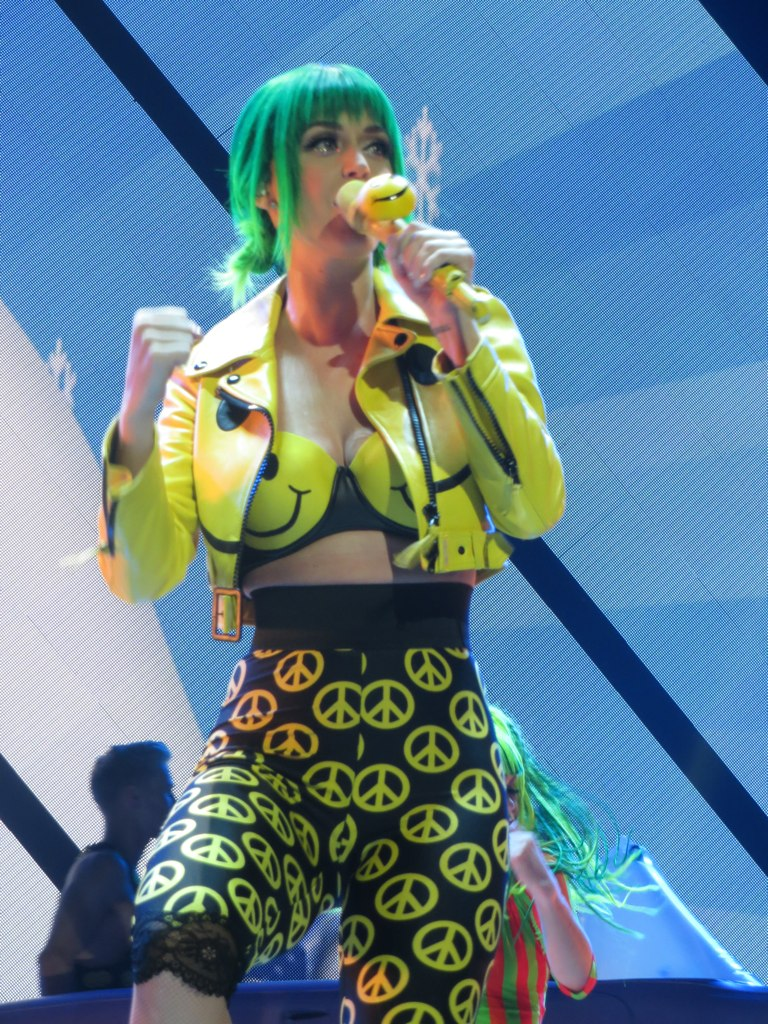
کیتی در حال اجرای آهنگ این‌جوری انجامش می‌دهیم در گلاسگو